# Museo de Arte Contemporáneo de Toledo
El museo de Arte Contemporáneo de Toledo es un museo estatal creado legalmente en 1973 (BOE de 12 de diciembre) e inaugurado en 1975 que se ubica en el barrio de la Judería de Toledo (España) y alberga pinturas, dibujos, grabados, litografías y esculturas de artistas del siglo XIX y XX, tales como Aureliano de Beruete, Ricardo Arredondo, Juan Baroja, Antonio López, Benjamín Palencia o el pintor surrealista toledano Alberto Sánchez (once dibujos y nueve esculturas) con obras cedidas por la familia del artista.

## La casa de las Cadenas
El edificio que alberga el museo es un notable ejemplo de la típica casa toledana de finales del siglo XV o principios del XVI de estilo mudéjar. Llamada Casa de las Cadenas por las cadenas que cuelgan de su fachada. Es una construcción de planta irregular construida en torno a un patio central con galerías de madera (cuatro en la primera planta y dos en la segunda). Parte de su estructura se encuentra sostenida por cuatro columnas toscanas y una de blasones. De este patio parte una escalera que conduce a una entreplanta con ventanas al patio y al zaguán. Esta sala hacía las funciones del tradicional estrado donde hacían vida diaria las mujeres de la época. Algunas de las vigas de la techumbre de madera aún muestran policromías antiguas. Tanto las puertas como las ventanas se hallan decoradas con atauriques, yeserías mudéjares que enmarcan los vanos.
El edificio fue adquirido por el Ayuntamiento de Toledo en 1962 con el fin de usarlo como archivo municipal, aunque finalmente se usó como hospicio. En 1973 se cedió a la antigua Dirección General de Bellas Artes, con el fin de crear el actual museo, filial del Museo de Santa Cruz. El Museo de Arte Contemporáneo de Toledo se creó formalmente por decreto 3121/1973 de 16 de noviembre. Tras una laboriosa restauración dirigida por Manuel González Valcárcel, que recuperó las muy deterioradas decoraciones y acondicionó su uso para exposiciones respetando su traza original, el museo abrió sus puertas el 12 de marzo de 1975.
Según la leyenda, las cadenas que cuelgan de la fachada fueron traídas de Granada tras la liberación de cristianos cautivos de los moros que estaban presos con ellas. Cuando estos las mostraron los habitantes de Toledo reconocieron la marca y los cinceles de un herrero judío converso que habitaba en esta casa y que había estado forjando cadenas secretamente para los moros. Sin embargo, la historia nos dice que las cadenas datan del siglo XVII, cuando la casa era propiedad de la familia Zárate, la cual tenía el privilegio de conceder derecho de asilo dentro del recinto demarcado por las cadenas.